# Willie Doherty
Willie Doherty (* 1959 in Derry, Nordirland) ist ein irischer Künstler (Fotografie, Video und Soundinstallation).

## Leben
Als Kind wird Doherty Zeuge des Bloody Sunday. Seine späteren Arbeiten thematisieren den Nordirlandkonflikt.
Von 1978 bis 1981 studierte er an der Ulster Polytechnic in Belfast. 1999 war er DAAD-Stipendiat in Berlin.

## Preise
1995 erhält Doherty den Irish Museum of Modern Art Glen Dimplex Artists Award. 1994 und 2003 wird er für den Turner Prize nominiert.

## Werk
Doherty entwirft in seinen Videoarbeiten politische und ästhetische Bilder von Irland.

## Öffentliche Sammlungen
Deutschland
- Sammlung Goetz, München
- Neue Galerie, Kassel

Frankreich
- Fonds régional d'art contemporain – Lorraine, Metz
- Kadist Art Foundation, Paris

Irland (Republik)
- Crawford Municipal Art Gallery, Cork
- The Arts Council / An Chomhairle Ealaion, Dublin
- Dublin City Gallery The Hugh Lane, Dublin
- Irish Museum of Modern Art – IMMA, Dublin

Vereinigtes Königreich
- Arts Council of Northern Ireland, Belfast (Nordirland)
- Dundee Contemporary Arts – DCA, Dundee (Schottland)
- Tate Liverpool, Liverpool (England)
- Hiscox Art Projects, London (England)
- Tate Britain, London (England)
- Wolverhampton Art Gallery, Wolverhampton (England)